# Zapadnaja Dvina (città)
Zapadnaja Dvina (in russo Западная Двина́?; Dvina occidentale) è una città della Russia europea centrale; è compresa amministrativamente nel rajon Zapadnodvinskij, del quale è il capoluogo.
Sorge nella parte sudoccidentale della oblast', nel versante sudoccientale del Rialto del Valdaj, sulla sponda destra della Dvina occidentale, 321 chilometri a sudovest del capoluogo Tver'.
La cittadina venne fondata nel 1900, come insediamento annesso ad una stazione ferroviaria che prese il nome dal fiume Zapadnaja Dvina nei pressi del quale venne costruita.